# 구 안성군청
구 안성군청은 대한민국 경기도 안성시에 있는 건축물이다. 2018년 3월 9일 대한민국의 국가등록문화재 제709호로 지정되었다.

## 지정 사유
근대기 상업도시로 번성하였던 안성 지역의 행정 중심시설로 평면구성 및 입면 처리 등에서 당시의 건축적 특징과 관공서 건물의 전형적인 모습을 잘 보여주고 있다.

## 참고 자료
- 구 안성군청 - 국가유산청 국가유산포털